# كاتي دوهرتي
كاتي دوهرتي (بالإنجليزية: Katie Doherty)‏ هي مغنية وكاتبة غنائية بريطانية، ولدت في 1983.